# 巣

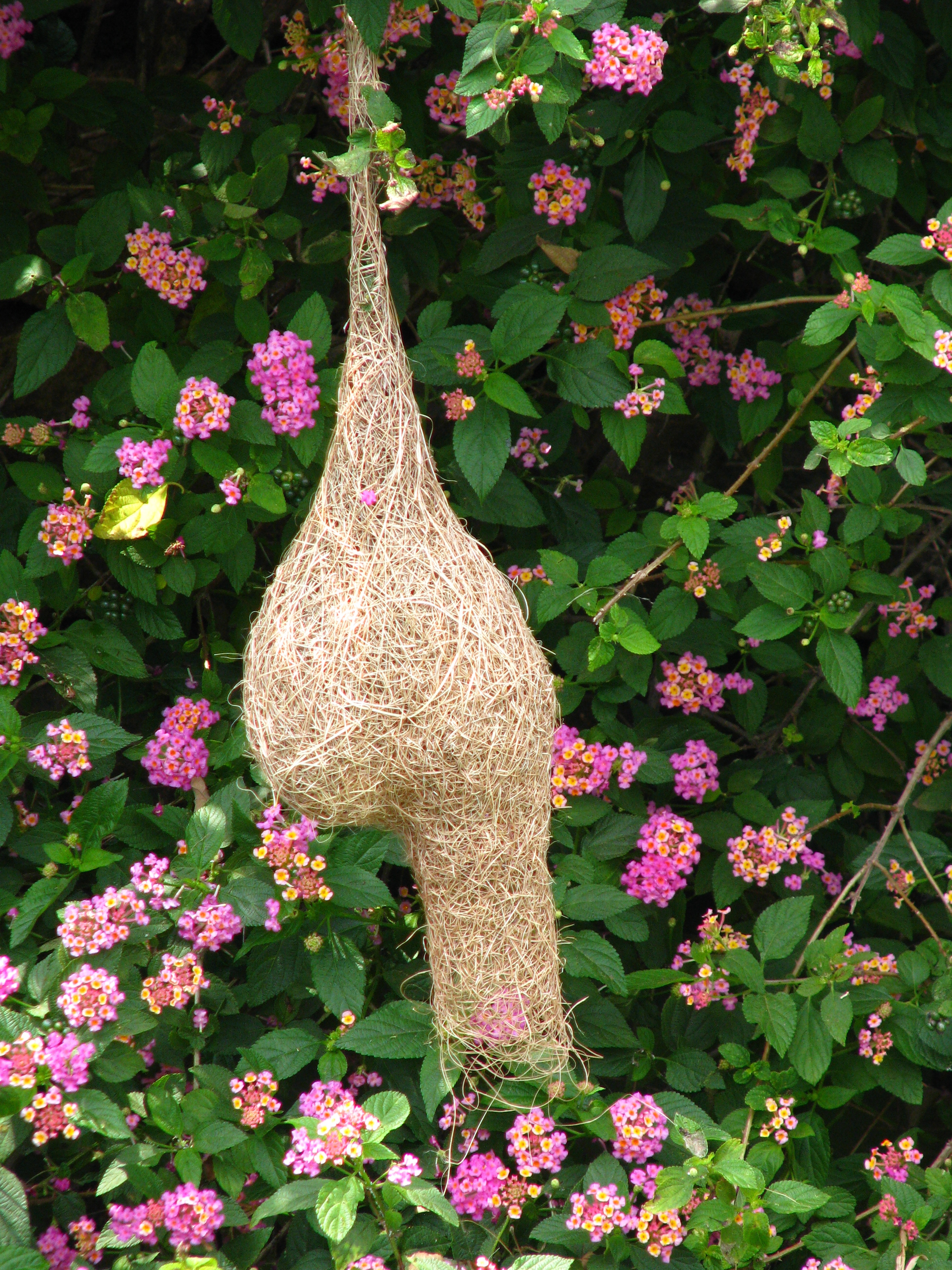
ハタオリドリ科のキムネコウヨウジャクの巣

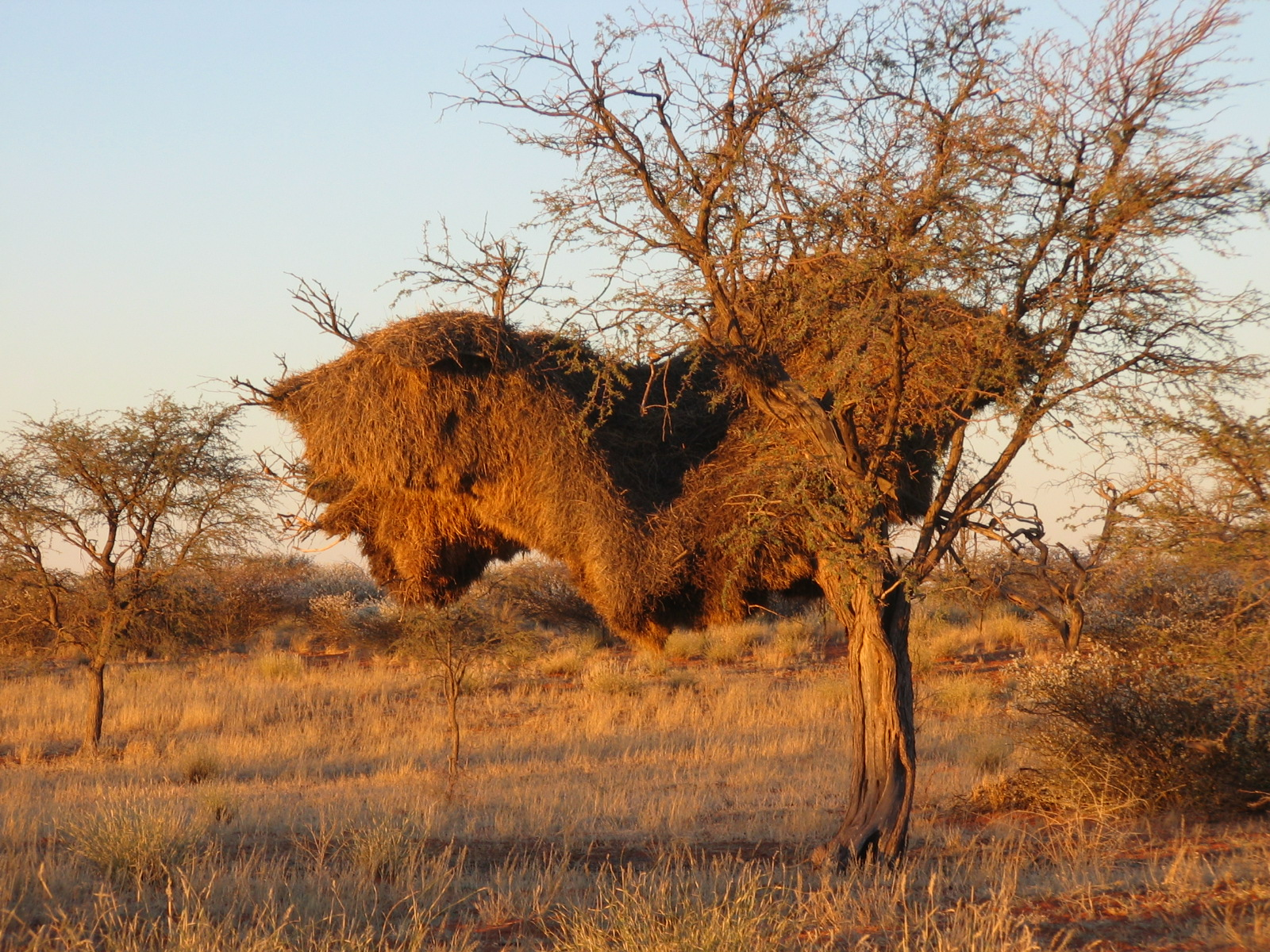
ハタオリドリ科のシャカイハタオリの共同で作られた巣

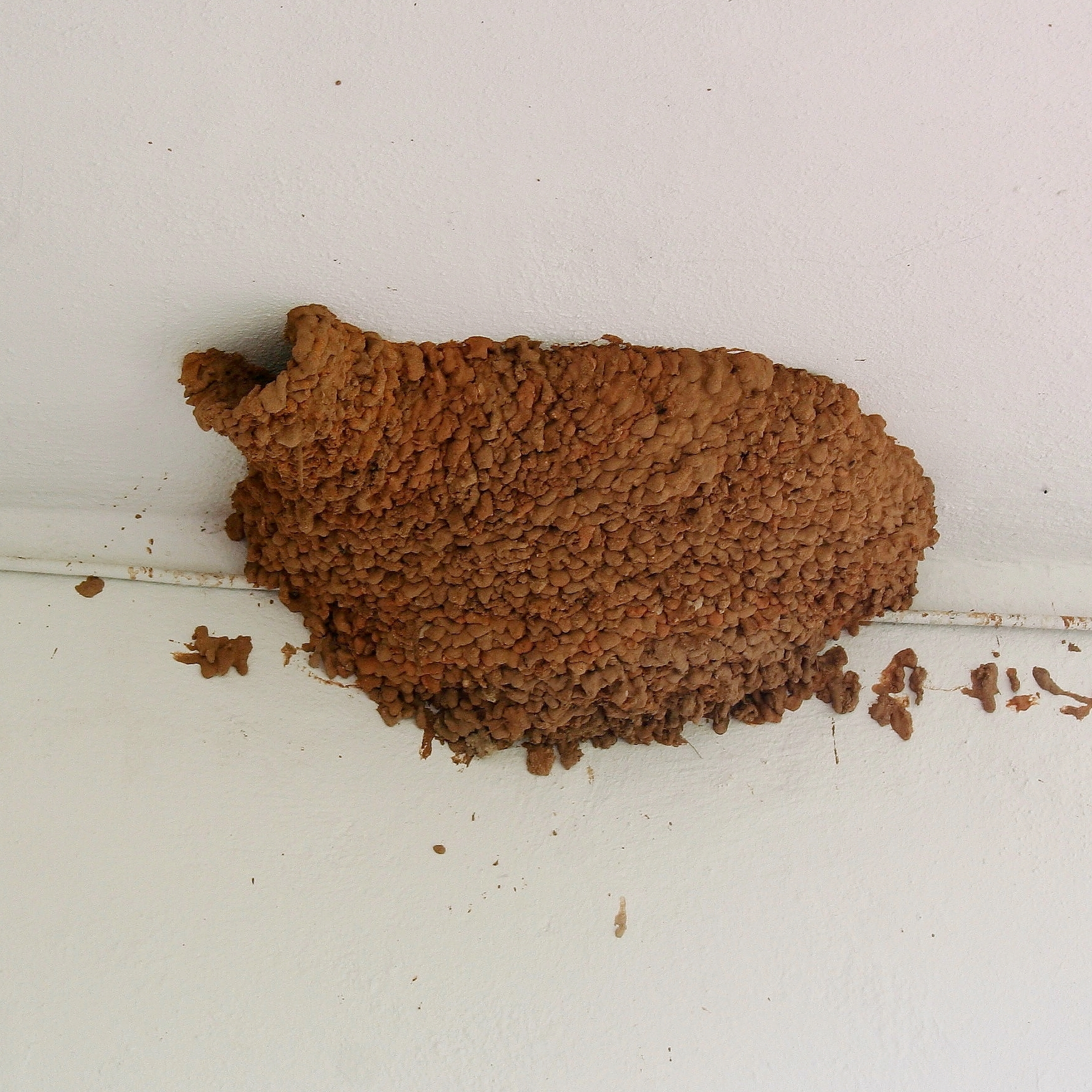
泥を巣材とするコシアカツバメの巣。

巣（す）とは、動物がその生活の必要のために自分の体外に作る特別な構造であり、その体の一部ではないものである。なお、その構造を作ることだけでなく、そこで行われる子育てなどの行動も含めて営巣（えいそう）という。

## 概要
巣とは、動物が生活する上の必要から作る構造物である。その上または中で、摂食や休眠、繁殖（出産・育児）、避難するなどに用いる。
捕食のための構造も巣と呼ぶことがある（例：クモの網）。これは本来は捕獲装置であり、厳密には分けるべきであろうが、実際にはまとめて巣と呼ばれることが多々ある。また、網と巣が連続している場合や、兼用されている場合もある（例：アリジゴクの巣）。
また、巣と呼ばれるものは、動物体と独立しているものをさす。たとえば、貝殻は巣とは呼ばれない。ゴカイの仲間であるウズマキゴカイの巣と巻き貝の仲間であるヘビガイの殻は予備知識なしには同じように見えるが、前者はその中で虫体が遊離しているので巣であり、後者は殻から動物体を切り離すことができない。
また、巣を持ち歩き、本体はその中に住んでいる物がある。たとえばミノガの幼虫（ミノムシ）や、トビケラの幼虫がそれである。ヤドカリの殻は巣と見なし得るかどうか、微妙である。
巣はごく一時的に使用される場合と、永続的に使われる場合がある。前者の例は、ゴリラなどが夜間に休養するために作るものなど、後者の例は、トタテグモの巣である。
また、普通は巣は単独ないしペアで一つ作るが、より多数が一つの巣を共有する例もある。社会性昆虫の巣などがそれであるが、これも巨大ではあるが単一のペアに始まる家族であるから、それほどの乖離はない。
巣の使用目的は、動物によって様々である。生活のために巣を持つものは、巣の維持時間がおおむね長い。繁殖のために巣を持つものでは、当然ながら繁殖期間のみ巣を持つことになるが、毎年同じ巣を使うので、しっかりした作りの巣を作るものもある。成長段階のある期間を過ごすために巣を作るものもある。昆虫では、蛹の期間を巣の中で過ごす物がある。
巣を自分で作れず、他の動物が作った巣を利用するものも見られる。フクロウなどは、樹洞に巣を作るが、穴が掘れないので、キツツキの放棄した巣を使うという。また、巣穴を掘る動物の巣穴に共生する動物の例もある。
エディアカラ紀の約5億5000万年前に、ミミズに似た生物が海底に掘った巣穴跡とみられる化石が、2018年時点で知られている巣の最も古い事例である。

## 巣の形態
巣の形・材料・場所は様々である。

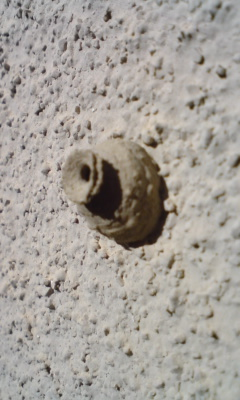
徳利型をしたトックリバチの巣

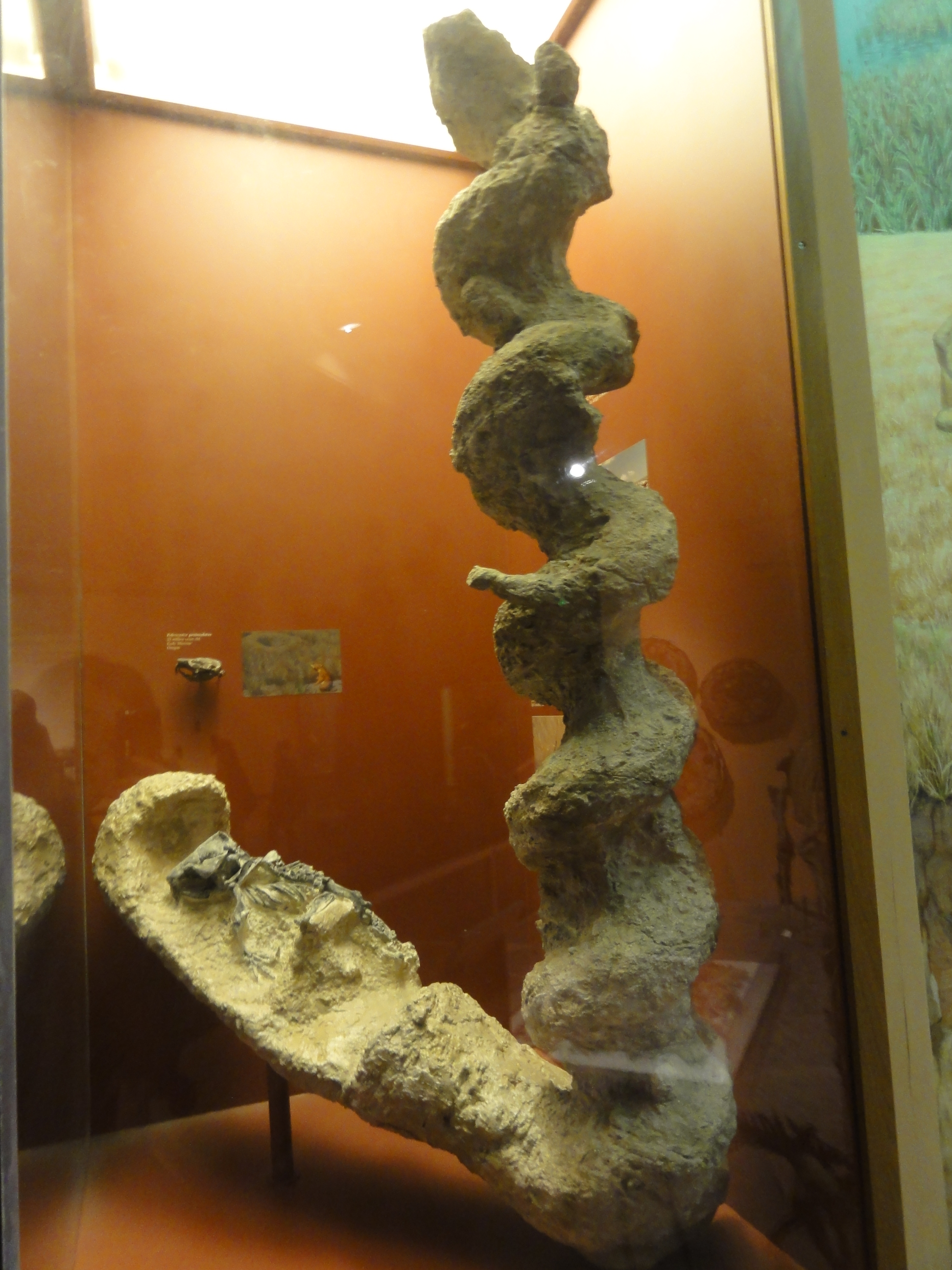
絶滅したビーバーであるPalaeocastorと巣穴の化石（通称：Devil's Corkscrews）の模型。

巣の作り方には、土台となる基質を改造するものと、材料をよそから持ってくるものとがある。前者はたとえば土や樹木の幹に穴を掘って巣を作る、地面にくぼみを作る、などである。前者は巣穴という言い方もするが、区別は難しい。
基質中に穴を掘って暮らすものには、基質が餌であり、それを食べて進むことで背後に穴が残るものと、ある程度安定した形の巣穴を維持するものがある。前者の場合、食べ跡が穴として残るために巣と見なされているにすぎないとも言える。枯れ木や朽ち木を食べるカミキリムシの幼虫や、クワガタムシの幼虫などがその例である。基質を餌にしていても、シロアリなどはある程度そこに生活のための構造を作るので、十分に巣と見なし得る。このような巣を巣穴、専門的には棲管（せいかん）という。
他から材料を持ってきて巣を作る場合、材料は、葉・枝・土・泥・石などである。都市部で巣を作る場合、金属片・針金を利用する動物もいる（カラスなど）。それらを固めるために、粘液や糸など、自分の分泌物を用いる例もある（例、：ジグモ、ユスリカなど）。全く自分の分泌物のみで巣を作る例も少なくない。
形は、管型、皿型、ドーム型、徳利型（トックリバチ）など、その巣の目的や材料によって、様々な形がある。
無脊椎動物では、細長い巣を作るものがたくさんある。海岸の砂地や海底には、カニやゴカイなど、多くの動物が穴を掘って潜っている。それらの巣穴は、動物の種によってそれぞれに独特の形を持つ。よく砂岩や泥岩の中からそれらの巣穴が生痕化石として現れる。また、泥をまとめて束ねたような巣は、ユスリカやゴカイの仲間、トビムシの仲間などに見られる。スズメバチやミツバチの巣も、管型の巣を束ねた物と見ることも出来る。
皿形の巣は、その上で産卵するものによく見られる。コチドリは、川原の浅いくぼみを利用したシンプルな巣。魚類にも、ブラックバスなど水底に皿型の巣を作るものがある。
場所は、樹上、地中、地上、葉、水中などである。キツツキは木に穴を開けて木の中に巣を作る。ビーバーは水辺で木のダムのようにして作る。

## 他者が供給する巣
巣はそれを使用する動物が作るのが普通であるが、他の動物が作るものを利用する例もある。特に材木のように硬い基盤には穴を掘るのに特殊な能力を必要とするから、それが可能な動物は限られる。例えばキツツキはそれに穴を掘る能力を持っており、深い穴を掘って巣とするが、彼らが廃棄した巣が他の鳥に利用されることは多い。
さらに、他者が積極的に巣を提供する例もある。アリ植物はその体の中にアリの巣となる空間を作り、そこにアリを住まわせる。アリは肉食で昆虫類の多くには脅威であるから、それが植物の表面に常駐することで害虫を排除できる。さらに入り組んだ例として、クスノキは葉にダニ室を持ち、そこにフシダニの1種を住まわせる。フシダニは植物に寄生する害虫であるが、それが葉に住み着いて繁殖すると、増加個体が葉に出てきて、これが肉食小動物の餌となることで、それらを引きつけると考えられる。

## 生息環境としての巣
巣は特定の作られた構造であり、周囲の環境からは多少とも遮断された空間であるから、それなりに異なった環境を提供する。特にある程度規模が大きくて、恒常的に維持される巣はそこに特化した生物群集を成立させる例がある。例えばアリやシロアリの巣にはそこに住み着く決まった生物群があり、それぞれに好蟻性、好白蟻性生物といわれる。ヒトの作る巣である家にも独特の生物群が住み着いている。

## 分類群による違い

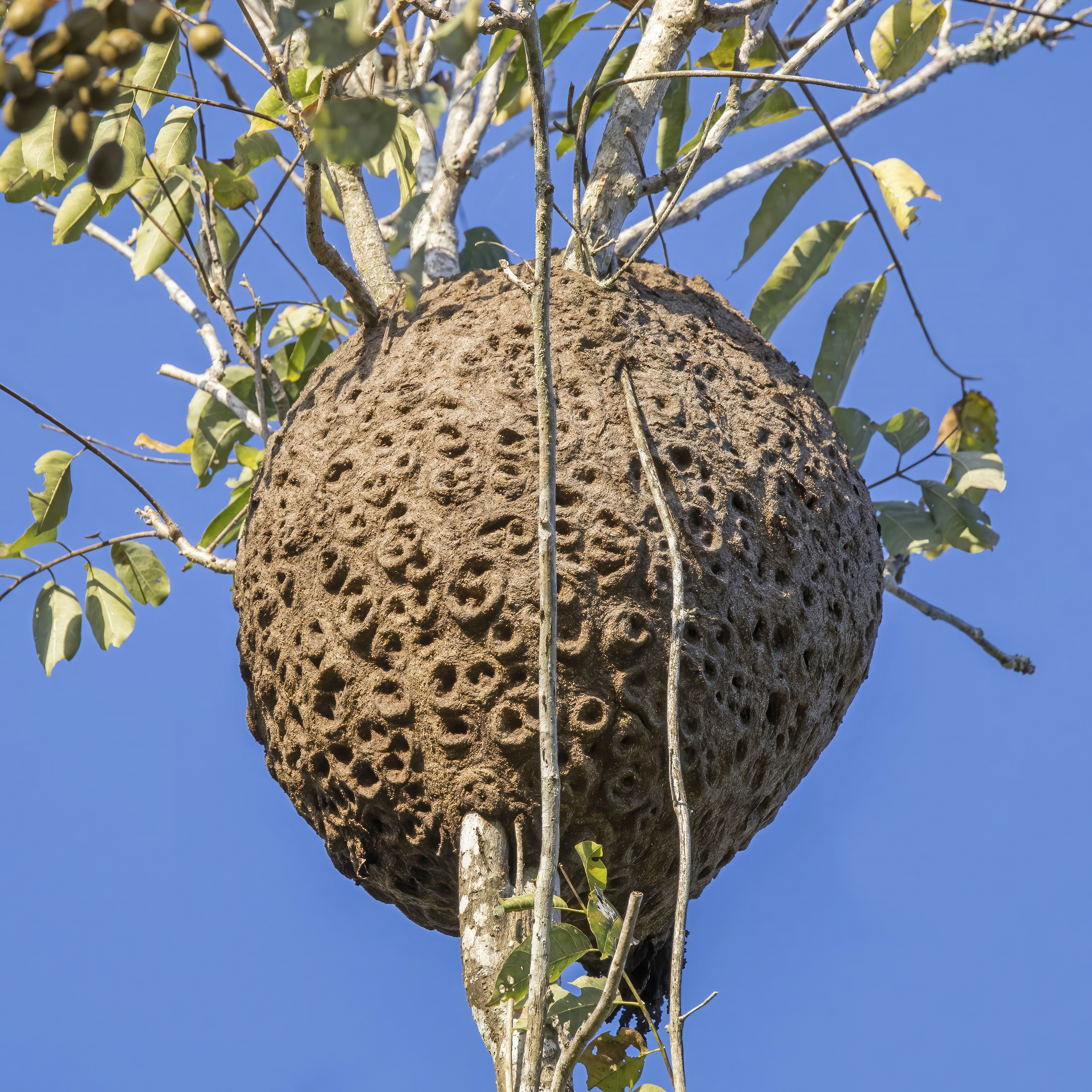
ハリナシバチの巣

### 昆虫
産卵や蛹化のために巣を作るものが多い。蛹化のための巣を繭という。また、朽ち木や枯れ木に巣穴を掘って潜り込むものもいろいろある。ちょっと変わっているのは、葉の表裏の表皮を残し、その間の葉肉のみを食べるものがいる。それらについては詳細は省く。
チョウ、ガ類には、幼虫が食草と糸を使って巣を作るものがいくつかある。ミノガは可搬式の巣を作る。
トビケラは、ガに似た昆虫で、幼虫は水中にいて、多くはミノムシのように巣を作り、それを引きずって暮らしている。一部の物は、水底の石などに固定した巣を作り、糸で作った網で流下物を拾って食べる。

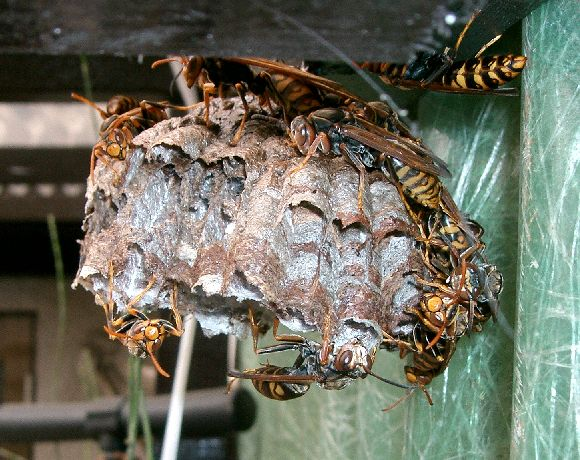
セグロアシナガバチと巣

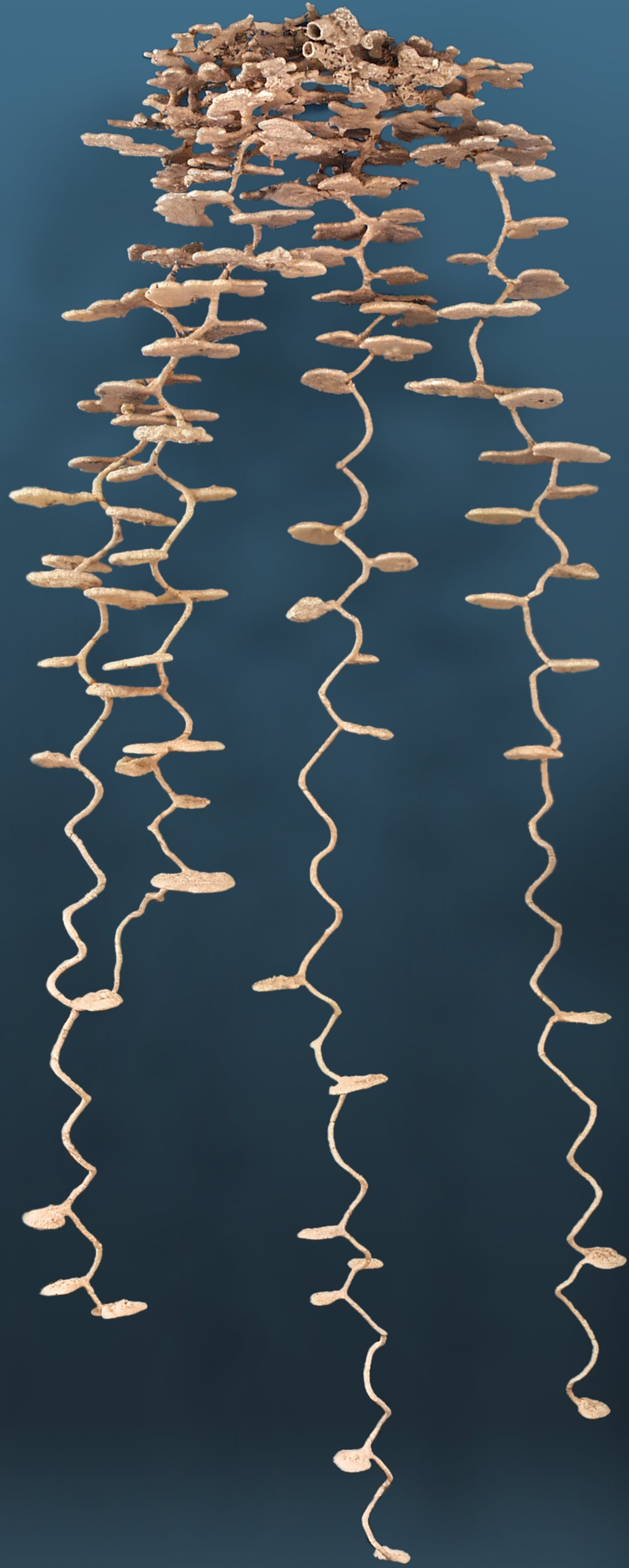
アリの巣の模型

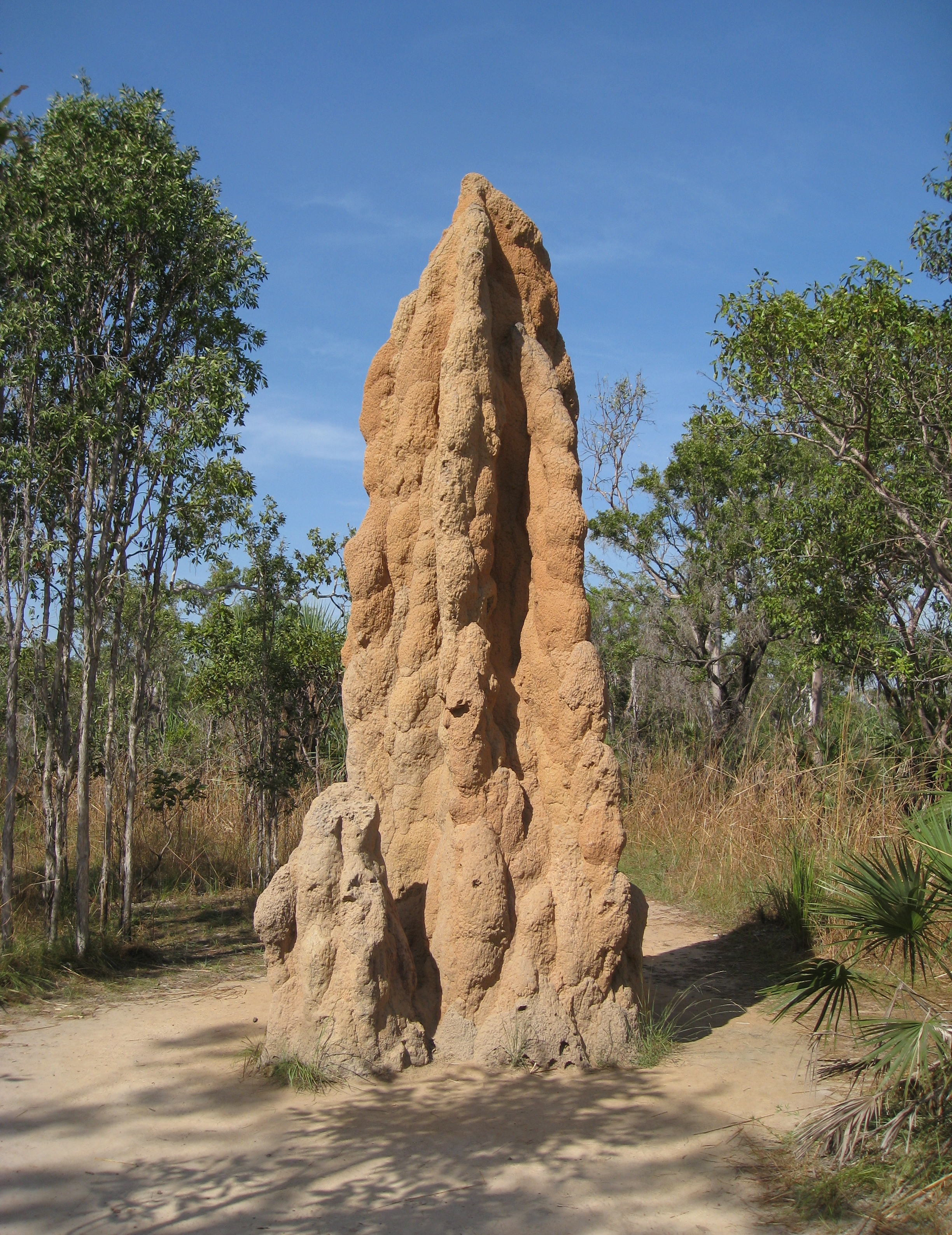
オーストラリアの白アリNasutitermes triodiaeの蟻塚

ハチ類・アリ類など社会性昆虫は複雑な巣を作る。社会性のハチ類も大きな巣、アリの巣を作るが、ほとんどは1年限りである。スズメバチ、アシナガバチは木の繊維を固めた紙のような物質で巣を作る。ミツバチの巣は自分の分泌したロウでできている。単独生活のハチにも、狩りバチやハナバチなどに巣を作るものが多数あり、その構造は様々である。巣の材料にはさまざまなものが使われるが、泥を使うものが多い。
アリ・シロアリは、管状の道でつながった複数の部屋を持つ複雑な巣を、地下や枯れ木の中に作るが、土を塚のように積み上げて地表部に高く盛り上がった構造を作る場合もある。そのような巣を蟻塚という。
アミメカゲロウ目のウスバカゲロウの仲間には、幼虫がアリジゴクと呼ばれるものがある。それらは乾燥した砂地にすり鉢型の穴を作り、落ちてくる虫を砂を飛ばして穴の底に落とし、捕食する。生活のための構造はいっさい作らないが、その中で生活しているので、捕獲装置が巣の役割も果たしていると言えるかも知れない。
コウチュウ目では、蛹の入る巣を作るもの、食い跡に巣穴ができるものがたくさんある。特殊な巣を作るものとしては、シデムシ類とコガネムシ類の糞虫の多くが、幼虫を育てるために巣穴を掘り、そこへ餌を蓄えて子育てする。キクイムシの仲間には、樹木の皮の下に巣穴を掘り、そこで菌類を培養して、家族生活するものがある。また、ハンミョウの幼虫は、固い地面に縦穴を掘って巣穴とし、そこに潜んでいて通りすがりの昆虫に飛びかかって捕獲する。

### クモ類
クモの巣と呼ばれるのは、たいていは捕獲装置であり、クモの網である。しかし、網の上にゴミなどで巣を作るクモもある。
生活のための巣を作るクモも多い。巣を作る場合、多くのものは糸で作った管状のものである。入り口が網になっている場合も多い。
ハエトリグモなど、徘徊性のクモでも、産卵のために袋状の巣を作るものがある。

### 甲殻類
カニやエビには巣穴を持つものがいくつかある。テッポウエビには、巣穴にハゼを共生させているものがいる。端脚類などの小型の甲殻類にも巣を作るものがある。多くは泥で作った管状のものである。

### 環形動物
ゴカイ、ミミズなどは巣穴を作る。これらは、単に穴を掘り進んでゆくだけと思われがちだが、必ずしもそうではなく、固定した巣穴を持つものがかなりある。ゴカイの仲間には、カンザシゴカイやケヤリムシなど、自分の体から出した分泌物による巣穴を持ち、その入り口から触手を伸ばしてデトリタスなどを食べるものもある。

### 魚類
一部の魚類は巣を作る。多くは産卵のためのものである。
ベタ（闘魚）は泡巣といって、泡の中に産卵する。
トゲウオなどは、鳥の巣に似た巣を作り、材料は大抵水草である。
シクリッドの仲間には水底に巣を作って産卵するものがある。
アマミホシゾラフグは、海底に幾何学模様の産卵巣を作る。

### 両生類
モリアオガエルを含む一部の種は、地上や樹上などに泡巣を作る。
ゴライアスガエルは、子どもたちを守るための池を作る。

### 鳥類

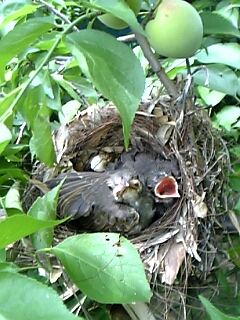
巣のなかで口を開けて餌を待つ小鳥

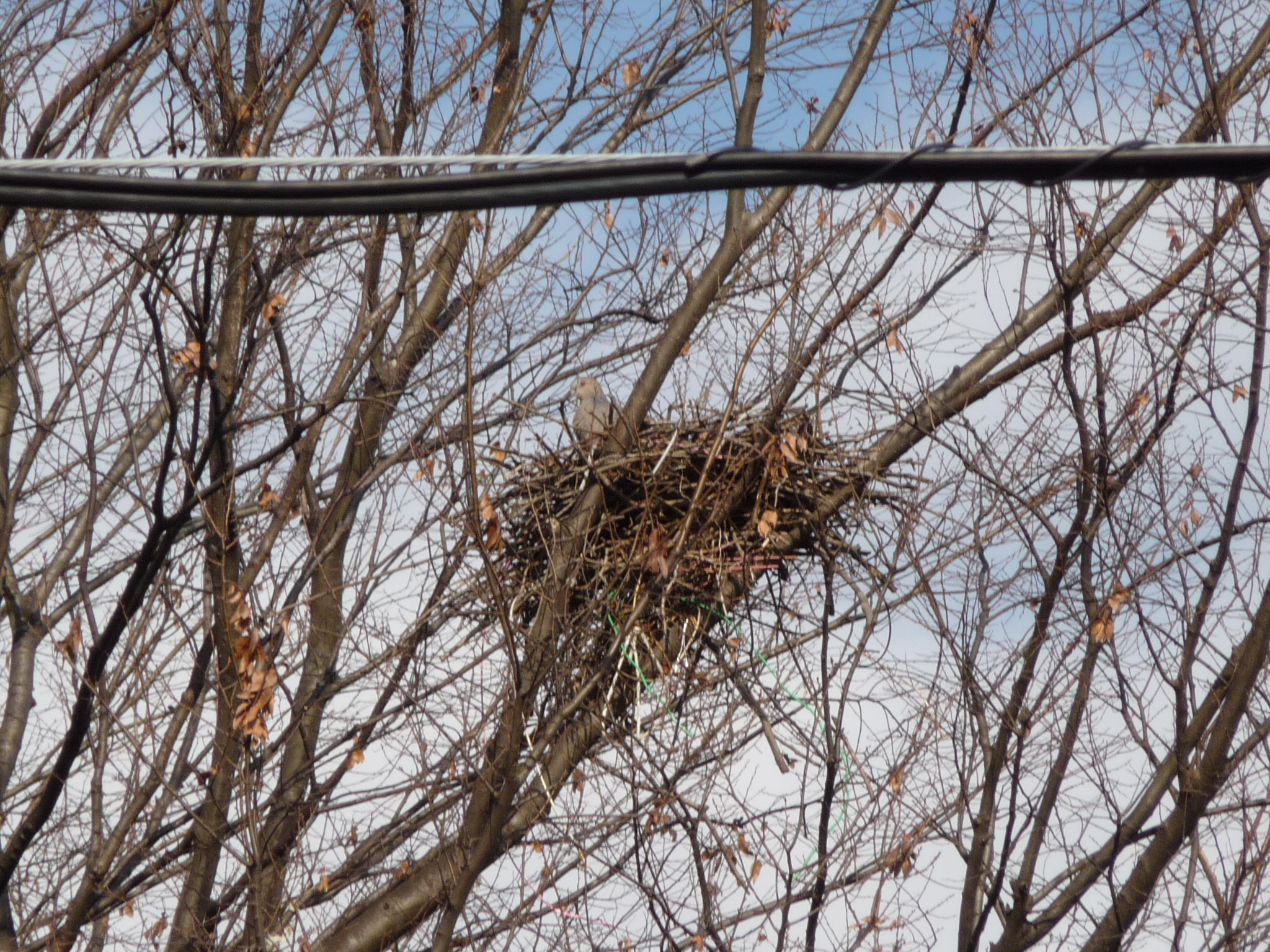
落葉し露出したキジバトの巣。巣をズームアップするとキジバトが見える。

巣を作る鳥類は多い。多くの鳥は繁殖のために巣を作る。巣はさまざまな材料で皿を作り、その上に卵を産む形であるが、その巣を巣穴の中に作るものもいる。オオミズナギドリ、カワセミなどは地面に穴を掘って巣を作るし、キツツキ、フクロウは樹洞の中に巣を作る。
大抵の鳥類は、繁殖が終わると巣を放置して、次の年に新しい巣を最初から作る。
ワシ・タカ類は同じ巣を使い続ける。
チドリは巣を作らない。
アナツバメの数種の巣は高級食材。燕の巣を参照。
鳥類中最も大きな巣を作るのは、ホウカンチョウ目のツカツクリで、彼らは卵を抱いて暖めず、落ち葉を積み上げて、その発酵熱で暖める。そのため、小さな山の形の巣を作り、卵をその中に埋める。

### 哺乳類
巣を作る哺乳類も色々ある。
地下に巣穴を掘って生活するほ乳類はあちこちにいる（モグラ、プレーリードッグ）。
巣の中で繁殖するような哺乳類が巣を作る場所は大抵地中である（タヌキ、キツネ）。
クマは冬眠のために巣に籠もり、メスはそこで子を産む。
鳥の巣のような形の巣を作るリスの種もある。
また、ゴリラやオランウータンは宿泊のために木の枝を折って簡単な居場所を作る（霊長類の巣作り）。

### その他
動物以外に、原生動物にも巣を作るものがある。

## 人間の手による「巣」
人間が他の動物を保護したり、利用したりする目的で、人為的に巣を設置することがある。

## 比喩
- 人が生活するところや、関わるところを比喩的に巣という。
  - 古巣 - 以前住んでいたり、勤務していたりしたところ。
  - 愛の巣 - 恋人や夫婦が2人きりになり、愛し合う場所。新婚の配偶者や同棲相手と住む家、不倫での密会場所。
  - 犯罪の巣 - 犯罪多発地帯のこと。
  - 巣窟 - 犯罪者や悪人などが集まっている場所。
- 【諺】蜂の巣をつついたよう - 大騒ぎになって、手がつけられなくなる状態。